# Kristjan Pettai
Kristjan Pettai (* 10. Dezember 1990) ist ein estnischer Squashspieler. 

## Karriere
Kristjan Pettai nahm mit der estnischen Nationalmannschaft in den Jahren 2013, 2017, 2018 und 2019 an den Europameisterschaften teil. Darüber hinaus gehörte er mehrfach zum estnischen Aufgebot beim European Nations Challenge Cup. Im Jahr 2014 sowie von 2020 bis 2024 wurde er insgesamt sechsmal estnischer Landesmeister.
Sein Bruder Jaanus Pettai ist ebenfalls Squashspieler.

## Erfolge
- Estnischer Meister: 6 Titel (2014, 2020–2024)